# Santo Tomás Mazaltepec
Santo Tomás Mazaltepec es una localidad del estado mexicano de Oaxaca. Es cabecera del municipio de Santo Tomás Mazaltepec.

## Demografía
| Censo | Población |
| ----- | --------- |
| 1900  | 793       |
| 1910  | 876       |
| 1921  | 707       |
| 1930  | 760       |
| 1940  | 798       |
| 1950  | 904       |
| 1960  | 1086      |
| 1970  | 1423      |
| 1980  | 1575      |
| 1990  | 1954      |
| 1995  | 2021      |
| 2000  | 1939      |
| 2005  | 1878      |
| 2010  | 2333      |
| 2020  | 2612      |